# Колд-Спрінг (Вісконсин)
Колд-Спрінг (англ. Cold Spring) — місто (англ. town) в США, в окрузі Джефферсон штату Вісконсин. Населення — 737 осіб (2020).

## Демографія
Згідно з переписом 2010 року, у місті мешкало 727 осіб у 281 домогосподарстві у складі 215 родин. Було 294 помешкання
Расовий склад населення:
| - 95,3 % — білих - 0,8 % — азіатів - 0,7 % — корінних американців - 0,1 % — чорних або афроамериканців - 1,5 % — осіб інших рас |

До двох чи більше рас належало 1,5 %. Частка іспаномовних становила 3,2 % від усіх жителів.
За віковим діапазоном населення розподілялося таким чином: 22,8 % — особи молодші 18 років, 63,3 % — особи у віці 18—64 років, 13,9 % — особи у віці 65 років та старші. Медіана віку мешканця становила 45,3 року. На 100 осіб жіночої статі у місті припадало 103,1 чоловіків;  на 100 жінок у віці від 18 років та старших — 104,0 чоловіків також старших 18 років.
Середній дохід на одне домашнє господарство  становив 76 489 доларів США (медіана — 69 432), а середній дохід на одну сім'ю — 86 331 долар (медіана — 78 929). Медіана доходів становила 49 583 долари для чоловіків та 39 432 долари для жінок. За межею бідності перебувало 16,8 % осіб, у тому числі 28,6 % дітей у віці до 18 років та 2,6 % осіб у віці 65 років та старших.
Цивільне працевлаштоване населення становило 435 осіб. Основні галузі зайнятості: освіта, охорона здоров'я та соціальна допомога — 21,8 %, виробництво — 18,4 %, науковці, спеціалісти, менеджери — 9,9 %, роздрібна торгівля — 8,5 %.